# Anonconotus ghilianii
Anonconotus ghilianii is een rechtvleugelig insect uit de familie sabelsprinkhanen (Tettigoniidae). De wetenschappelijke naam van deze soort is voor het eerst geldig gepubliceerd in 1878 door Camerano.
1. ↑  (en) Anonconotus ghilianii op de IUCN Red List of Threatened Species.